# Jan I Askańczyk
Jan I Askańczyk (niem. Johann I ur. 1213, zm. 10 września 1266) – margrabia brandenburski, założyciel Gorzowa (nm. Landsberg), syn Albrechta II, brat m.in. Ottona III, założyciel starszej linii askańskiej, zwanej joannicką.
W 1224 jako małoletni pozostawał wraz z bratem pod opieką Henryka, hrabiego Anhalt. Na zjeździe Rzeszy we wrześniu 1231 obaj otrzymali od cesarza Fryderyka II w lenno Marchię Brandenburską z księstwem pomorskim. 2 lipca 1257 w Stolpe wystawił przywilej lokacyjny miasta Landisberch nova. Tuż przed śmiercią 3 marca 1266, przeprowadził z bratem podział Marchii Brandenburskiej: Nowa Marchia wraz z Gorzowem przypadła bratu Ottonowi i jego potomstwu.
Był dwukrotnie żonaty:
1. pierwsza żona Zofia, córka duńskiego króla, sześcioro dzieci: Jan II, Otto IV ze Strzałą, Eryk (arcybiskup Magdeburga), Konrad, Helena (żona Dytryka Mądrego), Herman,
2. druga żona – Jutta Saska, czworo dzieci: Agnieszka, Henryk I bez Ziemi, Matylda i Albrecht.